# (2595) Gudiachvili
(2595) Gudiachvili es un asteroide perteneciente al cinturón de asteroides descubierto por Richard Martin West el 19 de mayo de 1979 desde el Observatorio de La Silla, Chile.

## Designación y nombre
Gudiachvili se designó inicialmente como 1979 KL.
Más adelante fue nombrado en honor del pintor georgiano Lado Gudiachvili (1896-1980).

## Características orbitales
Gudiachvili está situado a una distancia media de 2,786 ua del Sol, pudiendo acercarse hasta 2,378 ua y alejarse hasta 3,193 ua. Tiene una inclinación orbital de 9,874° y una excentricidad de 0,1463. Emplea 1698 días en completar una órbita alrededor del Sol.